# Bernd Spiekerkötter
Bernd Spiekerkötter (* 22. Januar 1942) ist ein ehemaliger deutscher Fußballspieler.

## Werdegang
Der Stürmer Bernd Spiekerkötter begann seine Karriere beim VfB 03 Bielefeld und rückte in den frühen 1960er Jahren in den Kader der seinerzeit in der Verbandsliga Westfalen spielenden ersten Mannschaft auf. Im Jahre 1963 wurde Spiekerkötter mit den „Hüpkern“ Vize-Westfalenmeister, nachdem die Bielefelder das Endspiel gegen den Lüner SV verloren hatten. Drei Jahre später wechselte Spiekerkötter zum Regionalligisten VfL Osnabrück. Mit elf Toren in der Saison 1966/67 wurde er auf Anhieb bester Torschütze seiner Mannschaft. Im Sommer 1968 wechselte Spiekerkötter zu Preußen Münster, wo er zwar Stammspieler war aber deutlich seltener traf als in Osnabrück. Nach drei Jahren in Münster wechselte Spiekerkötter für ein Jahr zum 1. FC Paderborn, bevor er zu seinem Heimatverein zurückkehrte. 1973 wurde er mit den „Hüpkern“ durch einen 2:1-Sieg gegen Rot-Weiß Lüdenscheid Westfalenmeister. Spiekerkötter erzielte dabei beide Tore seiner Mannschaft, die in der anschließenden Aufstiegsrunde zur Regionalliga scheiterte. 
Anschließend ließ er seine Karriere beim VfL Schildesche als Spielertrainer ausklingen. Insgesamt absolvierte Bernd Spiekerkötter 150 Regionalligaspiele und erzielte 27 Tore. Dabei entfallen 61 Spiele und 21 Tore auf Osnabrück und 89 Spiele und sechs Tore auf Münster.